# Nehemiah H. Earll
Nehemiah Hezekiah Earll (* 5. Oktober 1787 in Whitehall, New York; † 26. August 1872 in Mottville, New York) war ein US-amerikanischer Jurist und Politiker. Zwischen 1839 und 1841 vertrat er den Bundesstaat New York im US-Repräsentantenhaus. Der Kongressabgeordnete Jonas Earll junior war sein Cousin.

## Werdegang
Nehemiah Hezekiah Earll wurde ungefähr vier Jahre nach dem Ende des Unabhängigkeitskrieges im Washington County geboren. Die Familie zog dann 1793 nach Onondaga Valley und von dort neun Monate später nach Onondaga County. Sie ließen sich in Skaneateles nieder, wo er bis 1804 lebte. Während dieser Zeit besuchte er öffentliche Schulen und zwei Jahre lang die Fairfield Academy. Er studierte Jura. Nach dem Erhalt seiner Zulassung als Anwalt 1809 begann er in Salina zu praktizieren, welches 1848 ein Teil von Syracuse wurde. Während des Britisch-Amerikanischen Krieges diente er in Oswego als Adjutant in der Armee. Nach dem Krieg nahm er 1814 in Onondaga Hill seine Tätigkeit als Anwalt auf. 1816 bekleidete er dort den Posten als Postmeister. Zwischen 1816 und 1820 war er Friedensrichter. Ferner arbeitete er sechs Jahre lang als Master am New York Court of Chancery. Er wurde zum First Judge im Onondaga County ernannt – ein Posten, den er von 1823 bis zu seinem Rücktritt 1831 innehatte. Zwischen 1831 und 1836 war er Superintendent für die Salzquellen von Onondaga. Während dieser Zeit lebte er weiter in Syracuse. Er zog dann nach Jordan, wo er eine Mühle betrieb. 1838 kehrte er nach Syracuse zurück. Politisch gehörte er der Demokratischen Partei an.
Bei den Kongresswahlen des Jahres 1838 für den 26. Kongress wurde Earll im 23. Wahlbezirk von New York in das US-Repräsentantenhaus in Washington, D.C. gewählt, wo er am 4. März 1839 die Nachfolge von Bennet Bicknell und William Taylor antrat, welche zuvor zusammen den 23. Distrikt im US-Repräsentantenhaus vertraten. 1840 erlitt er bei seiner Wiederwahlkandidatur eine Niederlage und schied nach dem 3. März 1841 aus dem Kongress aus.
Nach seiner Kongresszeit zog er sich ins Privatleben zurück. In der Folgezeit erblindete er. Er verstarb ungefähr sieben Jahre nach dem Ende des Bürgerkrieges in Mottville und wurde dann auf dem Oakwood Cemetery in Syracuse beigesetzt.